# 認定NPO法人 きぼうのいえ
認定NPO法人 きぼうのいえ(Hope House)は、東京都台東区にあるホームレスのためのホスピス。特定非営利活動法人山谷・すみだリバーサイド支援機構が開設している。
山谷・すみだリバーサイド支援機構は、2009年11月26日に特定非営利活動法人きぼうのいえに名称変更をし、2018年10月1日に東京都より認定ＮＰＯ法人として認定された。

## 概要
日雇い労働者の町と呼ばれる、通称「山谷」地域に、ホームレス・路上生活者のために設立された。現在は、路上生活者のみでなく、末期ガン等に侵された余命に限りある方の終の棲家として機能している。

## 沿革
- 2001年4月、 山谷・すみだリバーサイド支援機構　創設
- 2002年4月、緊急一時保護施設「なかよしハウス」（全11室11床）開設
- 2002年10月、「きぼうのいえ」（全21室21床）開設
- 2006年、山谷・すみだリバーサイド支援機構が特定非営利活動法人の認証を受ける
- 2009年11月、法人名を「特定非営利活動法人きぼうのいえ」に変更
- 2015年3月、「なかよしハウス」運営を終了
- 2018年10月、認定ＮＰＯ法人の認証を受ける

## 施設
- 床数：全21室21床
- 敷地面積：110.32m
- 延床面積：433.36 m2

## 住所
東京都台東区清川2丁目29-12